# Härkäjärvi (sjö i Enare, Lappland)
Härkäjärvi är en sjö i kommunen Enare i landskapet Lappland i Finland. Arean är 41 hektar och strandlinjen är 5,89 kilometer lång. Sjön  ingår i Pasvik älvs huvudavrinningsområde.   Den ligger omkring 250 kilometer norr om Rovaniemi och omkring 950 kilometer norr om Helsingfors. 